# ピアノ協奏曲第1番 (一柳慧)
ピアノとオーケストラのための「空間の記憶」（ピアノ協奏曲第1番）は、一柳慧が1981年に作曲したピアノ協奏曲である。
「空間の記憶」という副題がつく。一柳にとって初の協奏曲となる。

## 作曲の経緯
NHKの委嘱により作曲された。アメリカでジョン・ケージをはじめとする前衛音楽に触れ、それを消化吸収してきた一柳は、80年代に至って「音楽の空間性」の概念を打ち出し、独自の作風を生み出し始めた。この曲は「空間」というキーワードに焦点を当てて作曲された。

## 演奏時間
14分

## 初演
1981年10月18日、NHK FMにおいて木村かをりのピアノ、岩城宏之の指揮、NHK交響楽団で放送初演された。
1982年3月24日、NHK交響楽団第867回定期演奏会において木村かをりのピアノ、外山雄三の指揮、NHK交響楽団で舞台初演された。

## 楽器編成
独奏ピアノ、ピッコロ、フルート2、オーボエ2、イングリッシュホルン、クラリネット2、ファゴット2、コントラファゴット、ホルン4、トランペット2、トロンボーン2、バストロンボーン、打楽器4人（大太鼓、小太鼓、ボンゴ、トムトム3、グロッケンシュピール、チューブラーベル、マリンバ、ウッドブロック、テンプルブロック5、トライアングル、サスペンデッドシンバル、タムタム）、弦五部（14－12－10－10－8）

## 楽曲構成
単一楽章で、428小節からなる。その中に3つの部分がある。

### 第1部（1～50小節）
短い旋律的な断片が無秩序に現れては消え、「多層な空間」が呈示される。ピアノパートも、その一端を担うに過ぎない。

### 第2部（51～157小節）
前半（51～123小節）ではそれまでにない長い旋律線がピアノとオーケストラ各々によって奏でられ、「二つの異質な空間」が現れる。後半（124～157小節）ではそれらの「空間」が次第に変化・拡張し、一つの流れへと統合される。

### 第3部（158～428小節）
忽然と現れるピアノソロによって始まる。左手の5連符が基調となり、右手の連符や他楽器の音が増減しながら執拗に繰り返されることにより、「時空間の密度の醸成」が行われる。最後に第1部の冒頭部分が一瞬姿を現した後、曲は締めくくられる。

## 楽譜
ショット社からレンタル形式で出版されている。

## 評価
第30回（1982年）の尾高賞を受賞した。